# Amithlon
AMIthlon fue el segundo emulador de Amiga que fue lanzado, poco después del lanzamiento de AmigaOS XL. Ofrece un nivel similar de rendimiento que el emulador AmigaOS XL, corriendo a 450 MHz 68040 sobre una AMD Athlon que corriera como mínimo a 1 GHz
Este emulador, desarrollado por Bernd Meyer, está basado en su experiencia con WinUAE JiT, pero con drásticas mejoras de velocidad con una consiguiente perdida de compatibilidad. El slim-line ISO Linux distribution es usado para arrancar directamente en el emulador, eliminando la necesidad de interactuar con un sistema operativo de base. Esto produjo que muchos usuarios de AmigaOS XL optaran por AMIthon.
Página del emulador en archive.org
- Datos: Q8197470